# Sasha Cohen
Alexandra Pauline Cohen, znana jako Sasha Cohen (ur. 26 października 1984 w Los Angeles) – amerykańska łyżwiarka figurowa pochodzenia ukraińskiego, startująca w konkurencji solistek oraz aktorka. Wicemistrzyni olimpijska z Turynu (2006), uczestniczka igrzysk olimpijskich w Salt Lake City (2002), dwukrotna wicemistrzyni (2004, 2005) i brązowa medalistka mistrzostw świata (2006), zwyciężczyni (2002) i srebrna medalistka finału Grand Prix (2003) oraz mistrzyni Stanów Zjednoczonych (2006). 
Po sezonie 2005/2006 zakończyła karierę łyżwiarską na rzecz gry aktorskiej i modelingu. Wróciła do zawodów w sezonie 2009/2010, ale wystąpiła jedynie w mistrzostwach Stanów Zjednoczonych, gdzie zajęła czwarte miejsce. Ostatecznie zakończyła karierę amatorską w 2010 r.
Cohen jest córką Ukrainki Galiny Feldman, byłej baleriny oraz Amerykanina Rogera Cohen, profesora prawa. Jej rodzina jest wyznania żydowskiego. Ma siostrę Natashę. W 2016 roku poślubiła Toma Maya z którym pracowała w branży finansowej. Rozwiedli się po roku. 19 października 2019 roku zaręczyła się z Geoffreyem Lieberthalem, para pobrała się 17 września 2022 roku. W listopadzie 2019 ogłosiła, że spodziewają się pierwszego dziecka. W styczniu 2020 urodziła syna, któremu nadano imiona Dashiell Lev. 

## Osiągnięcia
| Zawody                                | 97–98          | 98–99          | 99–00          | 00–01          | 01–02          | 02–03          | 03–04          | 04–05          | 05–06          | 09–10          |                |                |                |                |                |                |                |
| Międzynarodowe                        | Międzynarodowe | Międzynarodowe | Międzynarodowe | Międzynarodowe | Międzynarodowe | Międzynarodowe | Międzynarodowe | Międzynarodowe | Międzynarodowe | Międzynarodowe | Międzynarodowe | Międzynarodowe | Międzynarodowe | Międzynarodowe | Międzynarodowe | Międzynarodowe | Międzynarodowe |
| ------------------------------------- | -------------- | -------------- | -------------- | -------------- | -------------- | -------------- | -------------- | -------------- | -------------- | -------------- | -------------- | -------------- | -------------- | -------------- | -------------- | -------------- | -------------- |
| Igrzyska olimpijskie                  |                |                |                |                | 4              |                |                |                | 2              |                |                |                |                |                |                |                |                |
| Mistrzostwa świata                    |                |                |                |                | 4              | 4              | 2              | 2              | 3              |                |                |                |                |                |                |                |                |
| GP Finał Grand Prix                   |                |                |                |                |                | 1              | 2              |                |                |                |                |                |                |                |                |                |                |
| GP Bofrost Cup on Ice                 |                |                |                | 5              |                |                |                |                |                |                |                |                |                |                |                |                |                |
| GP Cup of Russia                      |                |                |                | 4              |                | 2              |                |                |                |                |                |                |                |                |                |                |                |
| GP Skate America                      |                |                |                |                | 5              |                | 1              |                |                |                |                |                |                |                |                |                |                |
| GP Skate Canada International         |                |                |                |                |                | 1              | 1              |                |                |                |                |                |                |                |                |                |                |
| GP Trophée Eric Bompard               |                |                |                |                | 3              | 1              | 1              |                | 2              |                |                |                |                |                |                |                |                |
| Finlandia Trophy                      |                |                |                |                | 1              |                |                |                |                |                |                |                |                |                |                |                |                |
| Międzynarodowe: Kategorie młodzieżowe |                |                |                |                |                |                |                |                |                |                |                |                |                |                |                |                |                |
| Mistrzostwa świata juniorów           |                |                | 6              |                |                |                |                |                |                |                |                |                |                |                |                |                |                |
| JGP w Szwecji                         |                |                | 1              |                |                |                |                |                |                |                |                |                |                |                |                |                |                |
| Gardena Spring Trophy                 |                | 1 J            |                |                |                |                |                |                |                |                |                |                |                |                |                |                |                |
| Krajowe                               |                |                |                |                |                |                |                |                |                |                |                |                |                |                |                |                |                |
| Mistrzostwa Stanów Zjednoczonych      | 6 N            | 2 J            | 2              | WD             | 2              | 3              | 2              | 2              | 1              | 4              |                |                |                |                |                |                |                |
| Pacific Coast Sectional               | 2 N            | 1 J            | 1              |                |                |                |                |                |                |                |                |                |                |                |                |                |                |
| Southwest Pacific                     | 2 N            | 1 J            |                |                |                |                |                |                |                |                |                |                |                |                |                |                |                |

## Nagrody i odznaczenia
- Amerykańska Galeria Sławy Łyżwiarstwa Figurowego – 2016[10]